# Like a Hurricane (canción)
«Like a Hurricane» es una canción del músico canadiense Neil Young, publicada en el álbum de estudio American Stars 'N Bars (1977).

## Historia
La canción fue compuesta en julio de 1975 en La Honda (California) con Taylor Phelps en la parte trasera de su coche, mientras Young era incapaz de cantar debido a una operación en sus cuerdas vocales. Impulsada por un sonido característico de su guitarra «Old Black», la canción es común en los repertorios del músico cuando toca en directo. También aparece en los recopilatorios Decade (1977) y Greatest Hits (2004), mientras que varias versiones en directo aparecen en los álbumes Live Rust (1979), Weld (1991) y Unplugged (1993), esta última en solitario tocando el pump organ.
Una versión editada de «Like a Hurricane» fue también publicada como sencillo el 8 de agosto de 1977, con «Hold Back the Tears» como cara B.

## Versiones
«Like a Hurricane» ha sido versionada por varios músicos y bandas:
- Roxy Music publicó dos versiones en directo, en el EP de 1983 The High Road y en el álbum Heart Still Beating.
- The Mission también versionó la canción en su segundo sencillo, «Garden of Delight», posteriormente incluida en el álbum The First Chapter y en Ever After - Live.
- Jay Farrar, respaldado por la banda de country rock Canyon, versionó la canción en su álbum en directo Stone, Steel & Bright Lights.
- Heather Nova grabó una versión en un concierto ofrecido en Hiroshima en 1995, publicada únicamente en los CD de importación Maybe an Angel y Truth & Bone.
- Jeff Healey versionó la canción en su álbum de 2008 Mess of Blues.
- Coal Porters también realizó una versión del tema en Durango.
- Randy Bachman y Burton Cummings interpretaron la canción en su álbum de versiones Bachman-Cummings Jukebox (2008).
- Adam Sandler versionó la canción en su álbum de 2009 Covered, A Revolution in Sound.
- Jason Isbell y The 400 Unit versionó el tema en el álbum de 2012 Live from Alabama.
- Widespread Panic interpretó al canción en el concierto ofrecido en el Verizon Wireless Amphitheatre at Encore Park en Alpharetta (Georgia).

## Personal
- Neil Young: voz y guitarra
- Crazy Horse:
  - Frank "Poncho" Sampedro: sintetizador y coros
  - Billy Talbot: bajo y coros
  - Ralph Molina: batería y coros